# Bittacus peninsularis
Bittacus peninsularis är en näbbsländeart som beskrevs av George W. Byers 1996. Bittacus peninsularis ingår i släktet Bittacus och familjen styltsländor. Inga underarter finns listade i Catalogue of Life.